# علامة المصراع

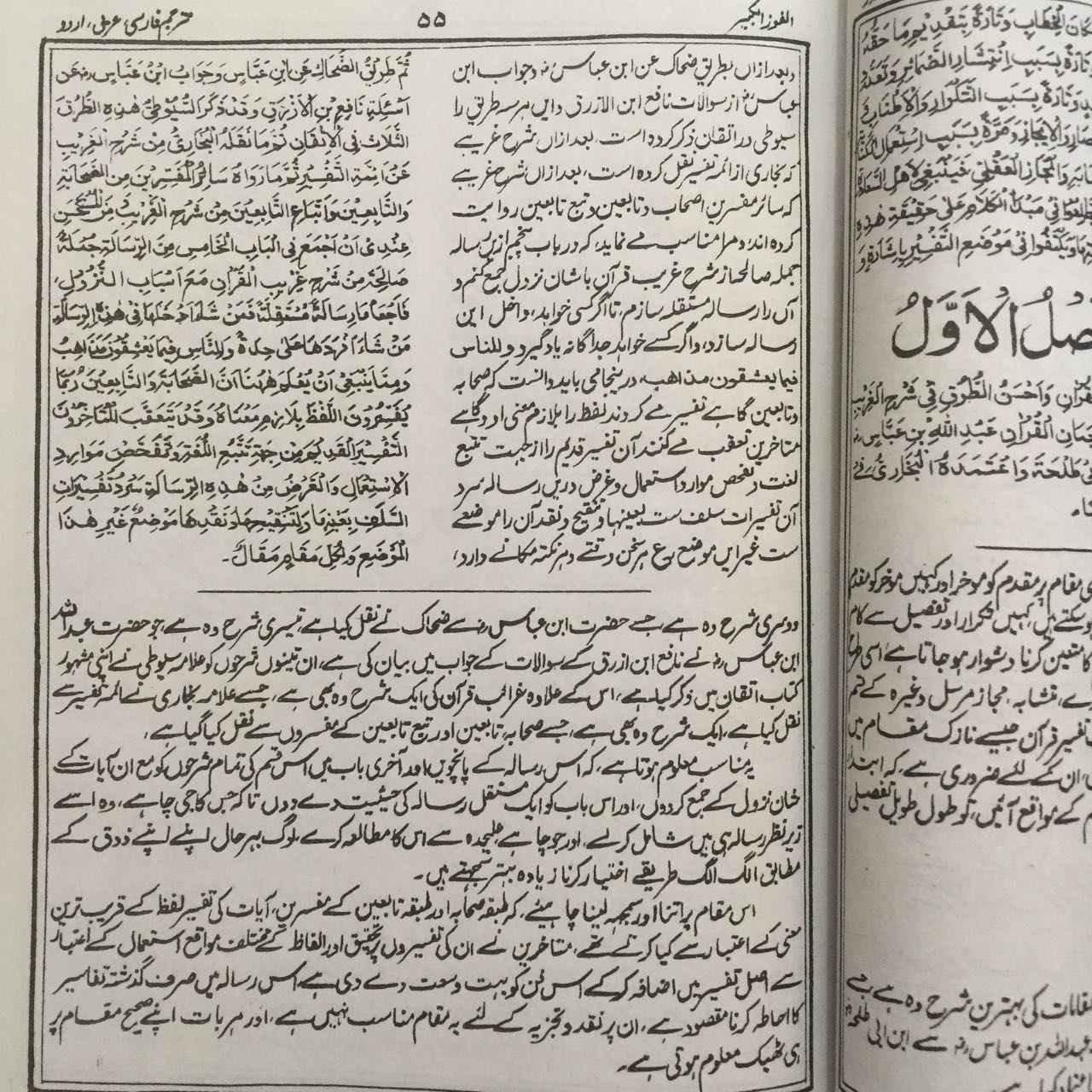
صحيفة من كتاب الفوز الكبير لولي الله الدهلوي وعلامة المصراع ظاهرة

علامة المصراع (بالفارسي والأردو علامت مصراع) علامة على شكل حرف العين المنفصلة والمعقوفة الذنب ؏ تستعمل في الشعر. توضع العلامة في أول المصراع المنفرد الوراد في النثر تمييزا عنه.

## الكتابة بالحاسوب
| الرمز العشري بلغة إتش تي إم إل     | ؏         |
| الرمز الستة عشري بلغة إتش تي إم إل | ؏         |
| اختصار الكتابة في ويندوز           | Alt +060F |
| الرمز بلغتي سي وجافا               | "\u060F"  |
| الرمز بلغة بايثن                   | u"\u060F" |